# Jean de Beaumont (2e baron Beaumont)
Pour les articles homonymes, voir Jean de Beaumont (homonymie) et Beaumont.
Jean de Beaumont (décembre 1317 – 14 avril 1342), 2e baron Beaumont (en), est un baron anglais du XIVe siècle. Il est le fils aîné et héritier du baron anglo-français Henri de Beaumont et de la comtesse écossaise Alice Comyn.

## Biographie
La famille de Beaumont est issue de la noblesse française et représente la branche anglaise de la maison de Brienne. Le père de Jean, Henri, s'installe en Angleterre et s'intègre progressivement au sein de la noblesse locale. À la différence de son père, Jean de Beaumont n'a jamais revendiqué le titre écossais de comte de Buchan, que son père a sans cesse réclamé en raison de son mariage avec Alice Comyn, nièce du dernier détenteur légitime du titre, John Comyn, décédé en 1308. Henri de Beaumont négocie de son vivant deux alliances matrimoniales unissant ses descendants à ceux du magnat Henri de Lancastre. Sa fille Isabelle épouse le 24 juin 1330 Henri de Grosmont, tandis que son fils Jean se marie le 6 novembre de la même année avec Éléonore de Lancastre. 
Éléonore de Lancastre est dame de parage de la reine d'Angleterre Philippa de Hainaut et l'accompagne à Gand à l'été 1338, tout comme son époux Jean de Beaumont. Les époux résident probablement sur le continent pendant presque deux ans. Au printemps 1340, peu après la mort de son père et la naissance de son fils Henri, Jean retourne en Angleterre pour recevoir du roi Édouard III l'investiture du titre paternel de baron Beaumont (en). Il décède prématurément le 14 avril 1342 à la suite d'une blessure reçue en plein tournoi. Son fils Henri hérite de toutes ses possessions tandis que sa veuve Éléonore se remarie dès 1345 avec Richard FitzAlan, 3e comte d'Arundel. Les prétentions des Beaumont au comté de Buchan s'éteignent définitivement en 1349 à la mort de sa mère Alice Comyn.

## Descendance
De son mariage avec Éléonore de Lancastre, Jean de Beaumont a deux enfants :
- Henri de Beaumont (4 avril 1340 – 25 juillet 1369), 3e baron Beaumont, épouse Margaret de Vere ;
- Jeanne de Beaumont (? – ?).